# آلویسیو نیو
 آلویسیو نیو (انگلیسی: Aloisio the New؛ زادهٔ ۱ ژانویه ۱۵۰۰) یک معمار اهل ایتالیا است.